# 甘家斌
甘家斌（1763年7月11日—1842年12月14日），字福超，號秩齋，一號澹園，四川順慶府鄰水縣人。乾隆五十八年（1793年）癸丑科進士，曾任陝西道監察御史、工科給事中巡視山東濟寧七省漕務、光祿寺卿、大理寺卿。

## 生平
- 乾隆五十四年（1789年）己酉拔貢
- 乾隆五十七年（1792年）壬子科四川鄉試舉人
- 乾隆五十八年（1793年）癸丑科三甲第四十四名進士，選翰林院庶吉士[11]
- 乾隆六十年四月，散館以部屬用[12]
- 嘉慶二年三月，補授刑部陝西司漢主事[13]
- 嘉慶七年十一月，服滿赴補刑部湖廣司主事[14][15]
- 嘉慶十三年十月，記名御史[16]
- 嘉慶十四年九月，補授陝西道監察御史[17]
- 嘉慶十四年十月，奏請禁止外省各上司衙門多派委員[18]
- 嘉慶十五年二月，條奏各摺，清仁宗批示多不可行[19]
- 嘉慶十五年四月，奏請實行編户成法[20]
- 嘉慶十五年六月，奏請清理庶獄[21]
- 嘉慶十六年正月，奏稽查甲米章程[22]
- 嘉慶十六年三月，辛未科會試外簾監試官[23]
- 嘉慶十六年四月，稽查内倉[24]
- 嘉慶十六年四月，奏請嚴定「西洋人傳教治罪專條」，使禁教制度化[25][26]
- 嘉慶十六年九月，辛未科武會試監試御史[27]
- 嘉慶十六年九月，補授工科給事中[28]
- 嘉慶十六年十二月，奏查禁四川東北下游一帶無為老祖教[29]
- 嘉慶十七年二月，奏四川佐雜不遵定制請嚴行飭禁[30]
- 嘉慶十七年九月，奏酌議實行保甲八條[31]
- 嘉慶十八年二月，奏查勘山東微湖水勢，疏通漕運[32][33][34]
- 嘉慶十八年二月，補授禮科掌印給事中[35]
- 嘉慶十八年五月，奏買米灑帶、吞扣公費兩案[36]
- 嘉慶十八年八月，督司全漕儧運，交部議敘[37]
- 嘉慶十八年十二月，補授內閣侍讀學士[38][39]
- 嘉慶十九年閏二月，奏清查旗地以育旗人[40]
- 嘉慶十九年十二月，參奏候選道廖思芳妄拏逆犯劉第五[41]
- 嘉慶二十年四月，奏編查保甲、嚴禁邪教、及整飭吏治、確查犯據[42]
- 嘉慶二十年七月，授光祿寺卿[43]
- 嘉慶二十一年六月，參奏光祿寺署正花良阿[44]
- 嘉慶二十一年八月，監臨順天鄉試[45][46]
- 嘉慶二十二年二月，補授大理寺卿[47][48]
- 嘉慶二十二年三月八日，隨同清仁宗先農壇行禮，耤田所九推[49]
- 嘉慶二十二年三月二十八日，署理順天府府尹[50]
- 嘉慶二十二年九月，稽查彈壓龐各莊京倉[51]
- 嘉慶二十三年十月，奏參北城吏目申啟堂任意淹禁，縱役訛索錢[52]
- 監臨順天鄉試[53]
- 嘉慶二十三年十二月，因徇私請托罪革職[54][55][56]

## 学生
和兄甘家春课教省城四川布政使林儁之子林芬、林华。